# 57e cérémonie du Deutscher Filmpreis
La 57e cérémonie des Deutscher Filmpreis, organisée par la Deutsche Filmakademie (« Académie du film allemand »), s'est déroulée le 4 mai 2007 au Palais am Funkturm à Berlin, et a récompensé les films sortis en 2006.

## Palmarès

### Meilleur film
- Quatre Minutes (Vier Minuten) de Chris Kraus
- Le Péché selon Sébastien (Wer früher stirbt ist länger Tot) de Marcus H. Rosenmüller
- Le Parfum, histoire d'un meurtrier (Das Parfum – Die Geschichte eines Mörders) de Tom Tykwer
  - Le Bonheur d'Emma (Emmas Glück) de Sven Taddicken
  - Les Faussaires (Die Fälscher) de Stefan Ruzowitzky
  - Winterreise de Hans Steinbichler

### Meilleure réalisation
- Tom Tykwer pour Le Parfum, histoire d'un meurtrier (Das Parfum – Die Geschichte eines Mörders)

### Meilleure musique de film
- Le Parfum, histoire d'un meurtrier (Das Parfum – Die Geschichte eines Mörders) – Reinhold Heil, Johnny Klimek et Tom Tykwer

### Meilleurs décors
- Le Parfum, histoire d'un meurtrier (Das Parfum – Die Geschichte eines Mörders) – Uli Hanisch

### Meilleure création de costumes
- Le Parfum, histoire d'un meurtrier (Das Parfum – Die Geschichte eines Mörders) – Pierre-Yves Gayraud

### Meilleure photographie
- Le Parfum, histoire d'un meurtrier (Das Parfum – Die Geschichte eines Mörders) – Frank Griebe

### Meilleur son
- Le Parfum, histoire d'un meurtrier (Das Parfum – Die Geschichte eines Mörders) – Stefan Busch, Dirk Jacob, Michael Kranz, Frank Kruse, Matthias Lempert, Hanse Warns et Roland Winke

### Meilleur montage
- Le Parfum, histoire d'un meurtrier (Das Parfum – Die Geschichte eines Mörders) – Alexander Berner